# Anna Kuliscioff
Pour les articles homonymes, voir Rosenstein.
Anna Kuliscioff (ou Anna Kulischov, Kulisciov, Koulichiova, née Anna Moïsseïevna Rosenštein, en russe : Анна Моисеевна Розенштейн, le 9 janvier 1853, 1855 ou 1857 — décédée le 27 décembre 1925) est une anarchiste et féministe russe influencée par Bakounine, qui fut ensuite militante marxiste.

## Biographie
Issue d'une famille juive aisée de Simferopol, en Crimée, elle part à Zurich en 1871, pour suivre des cours de philosophie à l'université. Elle adhère aussi au socialisme. Sur ordre des autorités tsaristes, préoccupées par la propagation des idées révolutionnaires, elle est contrainte de rentrer en Russie en 1874, où, en compagnie de jeunes gens aussi convaincus qu'elle, elle milite activement pour l'amélioration des conditions sociales de la population de son pays et se consacre à des activités politiques clandestines.
Persécutée par les autorités de la Russie impériale, elle quitte définitivement son pays en 1877 et se réfugie en Suisse, où elle rencontre l'anarchiste italien Andrea Costa, qui devient son mari, et avec qui elle part pour Paris. Elle est expulsée de France en 1878 et s'installe en Italie. À Florence, elle est accusée de conspirer avec les anarchistes pour renverser l'ordre établi et elle s'enfuit à nouveau en Suisse en 1880. Elle rentre clandestinement en Italie, mais elle est arrêtée une nouvelle fois. Elle finit par rejoindre Andrea Costa à Imola, où elle donne naissance à leur fille Andreina. Cependant, le couple se sépare et, en 1881, Anna Kuliscioff retourne en Suisse avec son enfant et s'inscrit à la faculté de médecine. Pendant plusieurs années, elle se consacre aux études et au traitement de la tuberculose, qu'elle a contractée lors de son emprisonnement à Florence.
En 1888, elle se spécialise dans la gynécologie, d'abord à Turin, puis à Padoue. Sa thèse sur l'origine bactérienne de la fièvre puerpérale montre le chemin aux chercheurs qui suivront, contribuant ainsi à sauver la vie de nombreuses femmes après l'accouchement. Elle ouvre un cabinet médical à Milan et gagne rapidement la réputation d'être le médecin des pauvres.

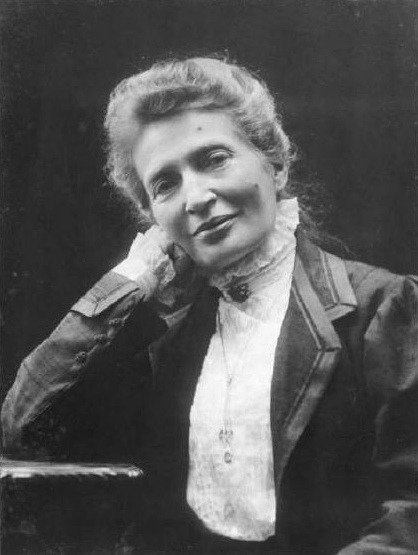
Anna Kuliscioff à Florence en 1908, photographiée par Mario Nunes Vais.

Elle se lie avec Filippo Turati. Leur maison sert de salle de rédaction à la revue Critica Sociale, un important journal socialiste, qu'elle dirige à compter de 1891. En 1898, elle est arrêtée puis emprisonnée pendant quelques mois pour subversion. Libérée, elle élabore et présente au parlement, alors dominé par le parti socialiste, un projet de loi visant à l'amélioration des conditions des salariés mineurs ou féminins, qui est voté en 1901 sous le nom de loi Carcano. Militante féministe active, elle se bat également avec force, mais sans succès, pour le droit de vote des femmes (l'Italie ne le légalisera qu'en 1945).
Ses idées sur le marxisme influencent Filippo Turati. Ensemble, ils contribuent à la création du Parti socialiste italien (PSI), dont Turati devient l'un des leaders et à l'intérieur duquel il défend des positions réformistes. Leurs opinions les amènent à s'opposer tant aux communistes qu'à Mussolini (qui est expulsé du parti en 1914) et à ses idées irrédendistes.
La révolution russe et ses lendemains durcissent la ligne du PSI et le groupe réformiste d'Anna Kuliscioff et de Turati est à son tour expulsé fin 1921. En compagnie de Giacomo Matteotti, ils fondent alors en 1922 le Partito Socialista Unitario (Parti socialiste unifié ou PSU), qui s'oppose à la montée du fascisme.
Elle meurt à Milan en 1925. Durant ses funérailles, quelques militants fascistes jettent des pierres sur son cercueil.
Une fondation Anna Kuliscioff est constituée à Milan, qui réunit une bibliothèque de près de 35 000 volumes, opuscules et périodiques sur l'histoire du socialisme.

## Sources
- Centre international de recherches sur l'anarchisme (Lausanne) : notice bibliographique.